# Iwconfig
iwconfig – polecenie konfigurujące bezprzewodowe interfejsy sieciowe w systemie Linux. Jest bardzo podobne do polecenia ifconfig.
Polecenie umożliwia zmianę parametrów połączenia bezprzewodowego, takich jak:
- nazwa sieci (essid)
- tryb pracy karty: Ad-Hoc, Managed, Auto
- częstotliwość lub kanał
- klucz szyfrujący połączenie
- ustawienie dotyczące zarządzania energią

Program iwconfig został napisany przez Jeana Tourrilhesa i wchodzi w skład pakietu oprogramowania do obsługi sieci bezprzewodowych o nazwie Wireless tools.